# Sam Hickey
Sam Hickey (Dundee, 5 de enero de 2000) es un deportista británico que compite por Escocia en boxeo. Ganó una medalla de bronce en el Campeonato Europeo de Boxeo Aficionado de 2022, en el peso medio.

## Palmarés internacional
| Representando a Escocia |                  |                   |           |
| Campeonato Europeo      |                  |                   |           |
| Año                     | Lugar            | Medalla           | Categoría |
| 2022                    | Ereván (Armenia) | Medalla de bronce | 75 kg     |